# 久保田藤麿
久保田 藤麿（くぼた ふじまろ、1907年（明治40年）2月17日 - 1993年（平成5年）5月8日）は、日本の政治家。参議院議員（1期）。衆議院議員（2期）。

## 経歴
1907年（明治40年）、三重県鈴鹿市にて出生。
旧制福岡高校を経て、東京大学法学部政治学科卒業。文部省各課長。内閣総理大臣・文部大臣秘書官。文部省施設局長・管理局長・調査局長。自由民主党の文教調査副会長となり万国著作権条約会議・諸外国の教育事情を視察するために欧米各国に出張する。九州大学助教授、日本短波研究所理事長も務めた。
1955年（昭和30年）の第27回衆議院議員総選挙と1958年（昭和33年）の第28回衆議院議員総選挙に三重1区から無所属で出馬するが、落選。1960年（昭和35年）の第29回衆議院議員総選挙で初当選。
1963年（昭和38年）の第30回衆議院議員総選挙では、自由民主党公認で出馬するが、落選。1967年（昭和42年）の第31回衆議院議員総選挙で返り咲く。1968年（昭和43年）の第2次佐藤第2次改造内閣文部政務次官。1969年（昭和44年）の第32回衆議院議員総選挙で中井徳次郎に549票差で敗れ、落選。
1971年（昭和46年）の第9回参議院議員通常選挙三重県選挙区に出馬し初当選。1973年（昭和48年）に、参議院地方行政委員長。1977年（昭和52年）の第11回参議院議員通常選挙で日本社会党の新人坂倉藤吾に2141票差で敗れ、落選。
1980年（昭和55年）から1987年（昭和62年）には大阪音楽大学理事長を務めた。3代目ラジオ教育研究所（後のユーキャン）理事長も歴任。
1984年（昭和59年）春の叙勲で勲二等旭日重光章受章。
1993年（平成5年）5月8日死去、86歳。死没日をもって従五位から正四位に叙される。

## 親族
甥 - 北川正恭（元三重県知事）